# س. ديفيد بريدن
س. ديفيد بريدن (بالإنجليزية: C. David Breeden)‏ هو فنان أمريكي، ولد في 29 مايو 1938 في فيرفاكس في الولايات المتحدة، وتوفي في 12 سبتمبر 2006.